# Wola Maradzka
Wola Maradzka (deutsch Maradtkenwolka, 1938 bis 1945 Maradtken Abbau) ist ein kleiner Ort in der polnischen Woiwodschaft Ermland-Masuren und gehört zu Borowski Las (deutsch Prauskenwalde) innerhalb der Landgemeinde Sorkwity (Sorquitten) im Powiat Mrągowski (Kreis Sensburg).

## Geographische Lage
Der Weiler (polnisch Przysiółek) Wola Maradzka liegt am Ostufer des Pillacker Sees (polnisch Jezioro Piłakno) inmitten der Woiwodschaft Ermland-Masuren, 13 Kilometer südwestlich der Kreisstadt Mrągowo (Sensburg).

## Geschichte
Der kleine Ort bestand ursprünglich aus mehreren kleinen Gehöften. 1839 wurde Maradkerwolla als „ein Erbpachthof mit 3 Feuerstellen“ erwähnt. Der Ort – mit im Jahre 1905 drei Wohnstätten und 20 Einwohnern – war bis 1945 ein Wohnplatz der Landgemeinde Maradtken im Kreis Sensburg in der preußischen Provinz Ostpreußen. Am 3. Juni (amtlich bestätigt am 16. Juli) 1938 wurde Maradtkenwolka aus politisch-ideologischen Gründen der Abwehr fremdländisch klingender Ortsnamen in „Maradtken Abbau“ umbenannt.
In Kriegsfolge kam 1945 der Ort mit dem gesamten südlichen Ostpreußen zu Polen und erhielt die polnische Namensform Wola Maradzka. Heute gehört er als przysiółek wsi zu Borowski Las (Prauskenwalde), das Sitz eines Schulzenamtes (Sołectwo) und als solches eine Ortschaft im Verbund der Landgemeinde Sorkwity (Sorquitten) im Powiat Mrągowski (Kreis Sensburg) ist, bis 1998 der Woiwodschaft Olsztyn, seither der Woiwodschaft Ermland-Masuren zugehörig.

## Kirche
Maradtkenwolka resp. Maradtken Abbau war bis 1945 in die evangelische Kirche Ribben in der Kirchenprovinz Ostpreußen der Kirche der Altpreußischen Union und auch in die römisch-katholische Kirche Kobulten im damaligen Bistum Ermland eingepfarrt.
Heute gehört Wola Maradzka kirchlicherseits ganz zu Rybno: zur evangelischen Kirchengemeinde – einer Filialgemeinde der Pfarrei Sorkwity in der Diözese Masuren der Evangelisch-Augsburgischen Kirche in Polen – und zur katholischen Pfarrgemeinde im jetzigen Erzbistum Ermland.

## Verkehr
Wola Maradzka liegt an einer Nebenstraße, die von Maradki (Maradtken) über Maradzki Chojniak (Maradtkenwalde) zur Woiwodschaftsstraße 600 unweit von Borowe (Borowen, 1938 bis 1945 Prausken) führt. Eine Bahnanbindung besteht nicht.